# Присс, Герман
Герман Присс (нем. Hermann Prieß, 24 мая 1901, Марниц — 2 февраля 1985, Аренсбург) — группенфюрер СС, командир 3-й танковой дивизии СС «Мёртвая голова», кавалер Рыцарского креста Железного креста с Дубовыми листьями и Мечами.

## Биография
Герман Присс родился 24 мая 1901 года в Марнице, Мекленбург в семье крестьянина. После окончания училища 22 января 1919 года вступил добровольцем в полувоенное патриотическое формирование Фрайкор. Вместе с добровольческим корпусом «Фон Брандис» сражался за создание немецкого государства под названием Балтийское герцогство на территории Прибалтики, был ранен под Ригой, за что получил Железный крест 2-го класса. Продолжал нести активную военную службу.

## Военная карьера
В 1934 году стал членом НСДАП (№ 1 472 296), СС (№ 113 258) и перешёл в Рейхсвер, получив под командование 13-ю пехотную роту полка СС «Германия», которая дислоцировалась в Висмаре и использовалась впоследствии для подготовки новых единиц артиллерии.
С началом Второй мировой войны подразделение Германа Присса было включено в танковое соединение «Восточная Пруссия», за успешные действия получил Железный крест 1-го класса. После окончания операции по вторжению в Польшу направлен во вновь сформированный артиллерийский полк СС, в котором, как показали бои в Польше, нуждалась дивизия СС «Мёртвая голова». В разгар битвы за Францию стал во главе артиллерийского полка СС «Мёртвая голова». Вместе с дивизией принял участие в нападении на СССР. В ходе восточной кампании особенно отличился в боях в «демянском котле».
26 февраля 1943 года, после смерти Теодора Эйке стал командующим дивизией, которая успешно действовала против 3-й Советской бронетанковой армии. 28 апреля 1943 года награждён Рыцарским крестом Железного креста. Успешно продолжал битву за Харьков и 5 июля, вновь в должности командира артиллерийского полка СС «Мёртвая голова», принял участие в сражении под Прохоровкой в ходеКурской битвы .
9 сентября 1943 года за сдерживание натиска многократно превосходящих сил Красной Армии в районе села Колонтаев был награждён Рыцарским крестом Железного креста с Дубовыми листьями.
24 апреля 1944 года за умелые оборонительные действия в серии кровопролитных боёв в рамках Днепровско-Карпатских операций награждён Рыцарским крестом Железного креста с Дубовыми листьями и Мечами.
С 30 октября 1944 года в звании группенфюрер СС становится командиром 1-го танкового корпуса СС, который принимал активное участие в наступлении в Арденнах.

## После войны
После войны осуждён к 20 годам заключения как военный преступник за соучастие в бойне у Мальмеди на так называемом мальмедийском процессе. Позднее помилован и освобождён в октябре 1954 г. из Ландсбергской тюрьмы.

## Награды
- Железный крест 2-го и 1-го классов
- За ранение (нагрудный знак) в Чёрном
- Немецкий крест в золоте (6 января 1942)
- Рыцарский крест Железного креста (28 апреля 1943)
  - Дубовые листья (9 сентября 1943) (297-й)
    - Мечи (24 апреля 1944) (65-й)
- Кольцо «Мёртвая голова»